# Тончо Тончев
То́нчо Димитро́в То́нчев (1 грудня 1972, Сливен) — болгарський професійний боксер, срібний призер Олімпійських ігор, призер чемпіонатів Європи.

## Аматорська кар'єра
В 19 років Тончев взяв участь в чемпіонаті Європи 1991, на якому в легкій вазі здобув дві перемоги, а в півфіналі програв Айрату Хаматову (СССР) — 9-29.
На чемпіонаті світу 1991 Тончев програв в першому бою.

### Олімпійські ігри 1992
- В першому раунді переміг Хуліо Гонсалеса (Куба) — 14-12
- В другому раунді переміг Генрі Кангсі (Папуа Нова Гвінея) — 11-2
- В чвертьфіналі програв Оскару Де Ла Хойя (США) — 7-16

На чемпіонаті Європи 1993 програв в другому бою Паата Гвасалія (Грузія) — 3-11.
На чемпіонаті Європи 1996, на якому виборювалися ліцензії на Олімпійські ігри 1996, Тончев зайняв друге місце:
- В 1/16 переміг Джейма Койла (Шотландія) — RSC 2
- В 1/8 переміг Сергія Острошапкіна (Білорусь) — 12-2
- В 1/4 переміг Кобу Гоголадзе (Грузія) — 10-8
- В півфіналі переміг Крістіана Джантомассі (Італія) — 10-4
- У фіналі програв Леонарду Дорофтей (Румунія) — AB 2

### Олімпійські ігри 1996
- В першому раунді переміг Октавіана Тіцу (Молдова) — RSCH
- В другому раунді переміг Деніса Зімба (Замбія) — 17-9
- В чвертьфіналі переміг Майкла Стренджа (Канада) — 16-10
- В півфіналі переміг Терренса Котен (США) — 15-12
- У фіналі програв Хосіну Солтані (Алжир) — 3-3(+)

## Професіональна кар'єра
Після Олімпійських ігор 1996 Тончев перейшов у професіонали і протягом 1997—2001 років здобув 24 перемоги, завоювавши послідовно титули WBA Inter-Continental, WBC International та чемпіона Європи за версією EBU в другій напівлегкій вазі.
21 серпня 2001 року провів перший бій на професійному рингу в США, в якому зазнав поразки технічним нокаутом, після чого в його кар'єрі перемоги почали чергуватися з поразками.
Завершив виступи наприкінці 2007 року.